# Мельничная (муниципальный округ Сухой Лог)
Мельничная (до 1917 г. — Спасская) — деревня в городском округе Сухой Лог Свердловской области России.

## География
Деревня Мельничная расположена в 13 километрах (по автодороге в 17 километрах) к востоку-юго-востоку от города Сухого Лога, на правом берегу реки Пышмы, в устье её правого притока — реки Кунары. В окрестностях деревни проходит автотрасса Сухой Лог — Камышлов.

## История
Деревня основана в конце XVII века. До 1917 года носила название Спасская.

## Население
| 2002 | 2010 |
| ---- | ---- |
| 89   | ↘74  |